# 100 livres classiques
100 livres classiques est un logiciel éducatif pour Nintendo DS, développé par Genius Sonority et édité par Nintendo, sorti notamment le 5 mars 2010 en France.
Il permet de lire des ouvrages renommés à partir de la console. Le logiciel intègre cent livres tombés dans le domaine public (plus dix autres téléchargeables via la Nintendo Wi-Fi Connection).
La sélection est établie à partir de la collection Folio de Gallimard pour la version française (en effet le contenu varie d'une édition à l'autre). La version française du logiciel incorpore de nombreux auteurs français tel qu'Émile Zola, Jules Verne, Jean-Jacques Rousseau ou encore Molière, mais aussi quelques classiques étrangers comme Don Quichotte de Cervantès ou encore Guerre et Paix de Tolstoï.

## Système de jeu
Le choix du livre peut se faire par l'intermédiaire d'une bibliothèque, par un tri en fonction du genre, le jeu en intégrant douze ou encore en remplissant un questionnaire. Il existe également un classement en ligne ainsi qu'une recherche par mot clef.
La Nintendo DS se tient à la verticale, chaque écran faisant office de page. Pour changer de page, le lecteur doit toucher les bords de l'écran tactile ou faire un trait avec le stylet ou encore utiliser la croix directionnelle,.
Le jeu intègre de nombreuses options comme inverser la position des deux écrans, activer un fond sonore ou changer la taille de la police.
Le logiciel est aussi capable de gérer jusqu'à trois marque-pages par œuvre et garde la dernière page lue en mémoire.

## Critiques
Le journaliste de Jeuxvideo.com accorde au jeu la note de 14 sur 20. 
Les critiques saluent une sélection riche et de qualité ainsi qu'une prise en main simple et intuitive. 
Les regrets concernent le questionnaire jugé obscur et peu fiable, des résumés légers et une bande son d'une qualité médiocre. De plus, les textes comportent des erreurs typographiques et des fautes d'orthographe.
Dernier problème, le plus important, l'écran de la DS. En effet, bien que cela varie entre les différentes versions de la console, la lecture est jugée quelque peu fastidieuse. D'abord par le format utilisé, les phrases étant parfois coupées (ce qui peut compliquer la lecture) ensuite à cause de l'écran rétro-éclairé de la DS qui n'est pas vraiment adapté à ce genre d'usage.

## Listes des œuvres
Elles sont au nombre de cent, dont la liste complète est la suivante, :
| Auteur                | Oeuvre                                | Style          |
| --------------------- | ------------------------------------- | -------------- |
| Alain-Fournier        | Le grand Meaulnes                     | Mystère        |
| Balzac                | Les Chouans                           | Histoire       |
| Balzac                | Le colonel Chabert                    | Emotion        |
| Balzac                | Illusions perdues                     | Drame          |
| Balzac                | La maison du chat-qui-pelote          | Emotion        |
| Balzac                | Le père Goriot                        | Drame          |
| Baudelaire            | Les fleurs du mal                     | Poésie         |
| Beaumarchais          | Le barbier de Séville                 | Théâtre        |
| Beaumarchais          | Le mariage de Figaro                  | Théâtre        |
| Cervantès             | Don Quichotte                         | Comédie        |
| Chateaubriand         | Mémoires d'outre-tombe                | Autobiographie |
| Chateaubriand         | René                                  | Emotion        |
| Corneille             | Le Cid                                | Théâtre        |
| Corneille             | Horace                                | Théâtre        |
| Georges Darien        | Le voleur                             | Aventure       |
| Alphonse Daudet       | Lettres de mon moulin                 | Comédie        |
| Alphonse Daudet       | Tartarin de Tarascon                  | Comédie        |
| Defoe                 | Moll Flanders                         | Aventure       |
| Dickens               | David Copperfield                     | Jeunesse       |
| Diderot               | Jacques le fataliste et son maître    | Satire         |
| Diderot               | Le neveu de Rameau                    | Satire         |
| Dostoïevski           | Souvenirs de la maison des morts      | Drame          |
| Dumas                 | Le comte de Monte-Cristo              | Histoire       |
| Dumas                 | La reine Margot                       | Histoire       |
| Dumas                 | Les trois mousquetaires               | Aventure       |
| Dumas                 | Vingt ans après                       | Aventure       |
| Dumas fils            | La dame aux camélias                  | Emotion        |
| Feydeau               | Le dindon                             | Théâtre        |
| Flaubert              | Bouvard et Pécuchet                   | Satire         |
| Flaubert              | Madame de Bovary                      | Drame          |
| Flaubert              | Salammbô                              | Histoire       |
| Théophile Gautier     | Le roman de la momie                  | Mystère        |
| Théophile Gautier     | Le capitaine Fracasse                 | Aventure       |
| Gogol                 | Tarass Boulba                         | Aventure       |
| Homère                | Odyssée                               | Aventure       |
| Hugo                  | L'année terrible                      | Poésie         |
| Hugo                  | La dernier jour d'un condamné         | Société        |
| Hugo                  | Hernani                               | Théâtre        |
| Hugo                  | Les misérables                        | Drame          |
| Hugo                  | Notre-Dame de Paris                   | Emotion        |
| Labiche               | Un chapeau de paille d'Italie         | Théâtre        |
| Laclos                | Les liaisons dangereuses              | Drame          |
| Madame de Lafayette   | La princesse de Clèves                | Emotion        |
| La fontaine           | Fables                                | Satire         |
| Gaston Leroux         | Le mystère de la chambre jaune        | Mystère        |
| Gaston Leroux         | Le parfum de la dame en noir          | Mystère        |
| Eugène Leroy          | Jacquou le croquant                   | Société        |
| Loti                  | Pêcheur d'Islande                     | Jeunesse       |
| Hector Malot          | Sans famille                          | Drame          |
| Marivaux              | Le jeu de l'amour et du hasard        | Théâtre        |
| Maupassant            | Bel-Ami                               | Société        |
| Maupassant            | La maison Tellier et autres nouvelles | Satire         |
| Maupassant            | Une vie                               | Drame          |
| Mérimée               | Carmen                                | Drame          |
| Mérimée               | Colomba                               | Emotion        |
| Molière               | L'avare                               | Théâtre        |
| Molière               | Dom Juan                              | Théâtre        |
| Molière               | Le Tartuffe                           | Théâtre        |
| Montaigne             | De la vanité                          | Société        |
| Montesquieu           | Lettres persanes                      | Société        |
| Musset                | Confession d'un enfant du siècle      | Autobiographie |
| Musset                | On ne badine pas avec l'amour         | Théâtre        |
| Charles Perrault      | Contes                                | Jeunesse       |
| Poe                   | Histoires extraordinaires             | Mystère        |
| Pouchkine             | La dame de pique                      | Mystère        |
| Abbé Prévost          | Manon Lescaut                         | Emotion        |
| Proust                | A l'ombre des jeunes filles en fleurs | Satire         |
| Proust                | Du côté de chez Swann                 | Satire         |
| Racine                | Andromaque                            | Théâtre        |
| Racine                | Britannicus                           | Théâtre        |
| Racine                | Phèdre                                | Théâtre        |
| Raymond Radiguet      | Le bal du comte d'Orgel               | Emotion        |
| Raymond Radiguet      | Le diable au corps                    | Emotion        |
| Jules Renard          | Poil de carotte                       | Jeunesse       |
| Rimbaud               | Une saison en enfer                   | Poésie         |
| Rostand               | Cyrano de Bergerac                    | Drame          |
| Jean-Jacques Rousseau | Les confessions                       | Autobiographie |
| Jean-Jacques Rousseau | Les rêveries du promeneur solitaire   | Autobiographie |
| George Sand           | Indiana                               | Emotion        |
| George Sand           | La mare au diable                     | Jeunesse       |
| Walter Scott          | Ivanhoé                               | Histoire       |
| Stendhal              | La chartreuse de Parme                | Jeunesse       |
| Stendhal              | Le rouge et le noir                   | Drame          |
| Eugène Sue            | Les mystères de Paris                 | Aventure       |
| Tolstoï               | La guerre et la paix                  | Histoire       |
| Mark Twain            | Les aventures de Tom Sawyer           | Jeunesse       |
| Vallès                | L'enfant                              | Société        |
| Verlaine              | Fêtes galantes                        | Poésie         |
| Jules Verne           | Cinq semaines en ballon               | Jeunesse       |
| Jules Verne           | Le tour du monde en 80 jours          | Jeunesse       |
| Jules Verne           | 20000 lieues sous les mers            | Jeunesse       |
| Jules Verne           | Voyage au centre de la terre          | Jeunesse       |
| Voltaire              | Candide ou l'optimisme                | Satire         |
| Voltaire              | Traité sur la tolérance               | Société        |
| Oscar Wilde           | Le crime de Lord Arthur Savile        | Mystère        |
| Zola                  | L'assommoir                           | Société        |
| Zola                  | Au bonheur des dames                  | Société        |
| Zola                  | Germinal                              | Société        |
| Zola                  | Trois nouvelles                       | Société        |
| Zola                  | Le ventre de Paris                    | Société        |